# Arab, Alabama
Arab är en stad (city) i Cullman County, och  Marshall County, Alabama. Enligt United States Census Bureau har staden en folkmängd på 8 147 invånare (2011) och en landarea på 33,6 km².